# Macula (dermatologia)
La macula (o macchia), in dermatologia, è una lesione elementare della cute: si intende una lesione piana e non infiltrante, caratterizzata da una modificazione del colore. 
Le macule possono avere origine di diversa natura, come un'emorragia circoscritta, un'alterazione della pigmentazione, infiltrati infiammatori. Possono avere diversi colori ed essere più o meno scure in base alla quantità di melanina. Sono macchie anche le ecchimosi.
Vengono definite macchie melanodermiche le macchie scure come le efelidi, le lentiggini, i nei o il cloasma e leucodermiche le macchie chiare come i nevi anemici, la vitiligine o la pitiriasi alba. 
Frequente è l'evoluzione della macula verso la papula.

## La pseudomacchia
La pseudomacchia è un deposito di pigmenti esterni, dovuto all'utilizzo di sostante quali la 1,4-fenilendiammina, i sulfamidici o sulfamino derivati o, ad esempio, l'amiodarone.